# Петиш (Сибињ)
Петиш (рум. Petiș) насеље је у Румунији у округу Сибињ у општини Шеика Маре. Oпштина се налази на надморској висини од 439 m.

## Становништво
Према подацима из 2002. године у насељу је живело 89 становника.

### Попис2002.
| Расподела становништва по националности 2002.‍ | Расподела становништва по националности 2002.‍ | Расподела становништва по националности 2002.‍ | Расподела становништва по националности 2002.‍ | Расподела становништва по националности 2002.‍ |
| --------------------------------------------- | --------------------------------------------- | --------------------------------------------- | --------------------------------------------- | --------------------------------------------- |
|                                               |                                               |                                               |                                               |                                               |
| Румуни                                        | Румуни                                        |                                               | 71                                            | 82,6%                                         |
| Немци                                         | Немци                                         |                                               | 15                                            | 17,4%                                         |